# Список храмов Брянска
Список включает все храмы Брянска любых конфессий.

## Православныехрамы

### Соборы

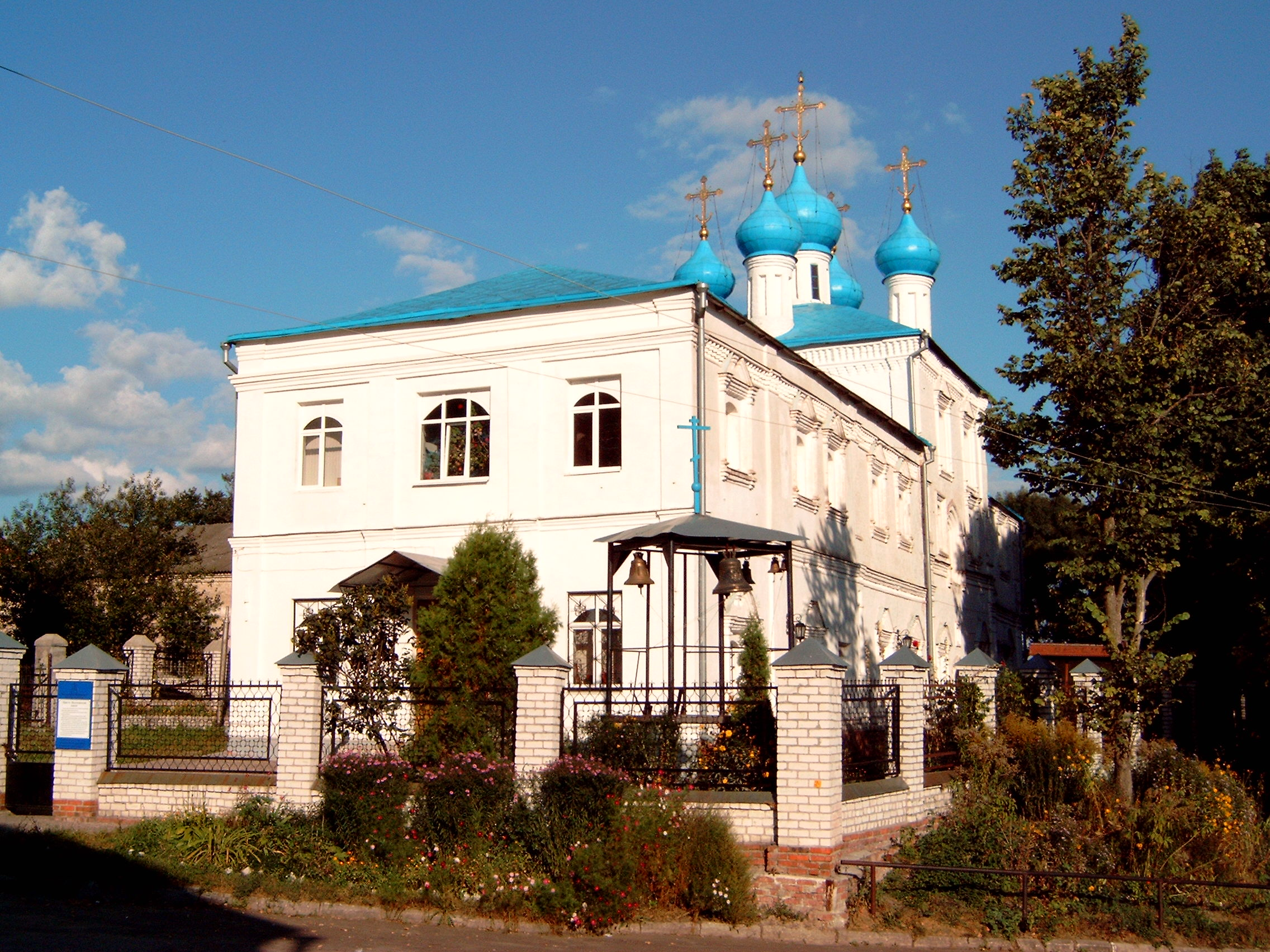
Покровский собор (старый)

- Покровский (старый)
- Покровский (новый)
- Троицкий

### Церкви
- Архангельская
- Афанасия и Кирилла
- Благовещенская
- Богоявленская (старая)
- Борисоглебская
- Введенская
- Воздвиженская
- Воскресенская
- Горно-Никольская
- Зосимы и Савватия
- Казанская (старообрядческая)
- Митрофаньевская
- Нижне-Никольская
- Никитская
- Пятницкая
- Преображенская
- Рождества Богородицы
- Рождества Христова
- Смоленская
- Спаса Преображения (Спасо-Гробовская)
- Тихвинская
- Троицкая (старая)
- Успенская
- Церковь 143-го Дорогобужского полка
- Церковь 144-го Каширского полка

### Церкви в бывших пригородах
- Николаевская в Привокзальной Слободе
- Серафима Саровского
- Петропавловская в Бежице
- Преображенская в Бежице
- Троицкая в Бежичах
- Благовещенская в Городище
- Сергия Радонежского в Радице
- Николаевская в Полпине

### Новоустроенные церкви
- Владимирская
- Вознесенская
- Георгиевская
- Иоанна Кронштадтского
- Ксении Петербургской
- Неопалимовская

## Православныемонастыри

### Свенский монастырь
- Успенский собор
- Сретенский храм
- Преображенский храм
- Храм Антония и Феодосия

### Петропавловский
- Храм Введения Богородицы
- Храм Илии Пророка

### Спасо-Поликарпов
- Храм Рождества Богородицы
- Храм Преображения Господня
- Храм Андрея Первозванного
- Храм Иоанна Воина
- Храм Поликарпа Чудотворца

### Вознесенский
- Храм Казанской иконы Божией Матери
- Храм Иоанна Предтечи

## Храмы других конфессий

### ХрамыЕвангельских христиан-баптистов
- Храм Возрождения
- Храм в Володарском районе

### Католические храмы
- Храм Божией Матери Неустанной Помощи